# Giro do Casentino
O Giro do Casentino (em italiano Giro del Casentino) é uma competição de ciclismo de um dia que se disputa à região do Casentino (província de Arezzo). A primeira edição data de 1909, e de 2005 a 2010 fez parte do calendário do UCI Europe Tour.

## Palmarés
| Ano       | Vencedor                        | Segundo                    | Terceiro                 |
| --------- | ------------------------------- | -------------------------- | ------------------------ |
| 1910      | Ugo Marzocchini                 |                            |                          |
| 1911      | Pietro Avanzini                 |                            |                          |
| 1912      | Umberto Bellucci                |                            |                          |
| 1913      | Pierino Savini                  |                            |                          |
| 1914      | Alfonso Aprile                  |                            |                          |
| 1915-1919 | Não disputados                  |                            |                          |
| 1920      | Attilio Livi                    |                            |                          |
| 1921      | Romolo Ermini                   |                            |                          |
| 1922      | Riccardo Gagliardi              |                            |                          |
| 1923      | Angiolo Gabrielli               |                            |                          |
| 1924      | Marcello Neri                   |                            |                          |
| 1925      | Marcello Neri                   |                            |                          |
| 1926      | Ettore Meini                    |                            |                          |
| 1927      | Luigi Papeschi                  |                            |                          |
| 1928      | Mario Cipriani                  |                            |                          |
| 1929      | Novelli Fraschi                 |                            |                          |
| 1930      | Agostoni Bellandi               |                            |                          |
| 1931      | Basco Rossi                     |                            |                          |
| 1932      | Ascanio Arcangeli               |                            |                          |
| 1933      | Cessar do Cancia                |                            |                          |
| 1934      | Gino Bartali                    |                            |                          |
| 1935      | Gino Centogambe                 |                            |                          |
| 1936      | Pietro Chiappini                |                            |                          |
| 1937      | Secondo Magni                   |                            |                          |
| 1938      | Corrado Scatragli               |                            |                          |
| 1939      | Fausto Coppi                    |                            |                          |
| 1940      | Luciano Pezzi                   |                            |                          |
| 1941      | Nedo Laghi                      |                            |                          |
| 1942      | Angelo Bessi                    |                            |                          |
| 1943      | Enzo Desideri                   |                            |                          |
| 1944-1945 | Não disputado                   |                            |                          |
| 1946      | Luciano Maggini                 |                            |                          |
| 1947      | Freido Pasquetti                |                            |                          |
| 1948      | Luciani Frosini                 |                            |                          |
| 1949      | Lido Sartini                    |                            |                          |
| 1950      | Marcello Pellegrini             |                            |                          |
| 1951      | Girardengo Bernardini           |                            |                          |
| 1952      | Bruno Tognaccini                |                            |                          |
| 1953      | Gastone Nencini                 |                            |                          |
| 1954      | Amaldo Alberti                  |                            |                          |
| 1955      | Oreste Pierazzini               |                            |                          |
| 1956      | Alberto Emiliozzi               |                            |                          |
| 1957      | Álvaro Giommoni                 |                            |                          |
| 1958      | Bruno Babini                    |                            |                          |
| 1959      | Bruno Mealli                    |                            |                          |
| 1960      | Guido Neri                      |                            |                          |
| 1961      | Gianfranco Gallon               |                            |                          |
| 1962      | Pietro Partesotti               |                            |                          |
| 1963      | Moreno Campigli                 |                            |                          |
| 1964      | Mario Lazzieri                  |                            |                          |
| 1965      | Maurizio Meschini               |                            |                          |
| 1966      | Mario Mancini                   |                            |                          |
| 1967      | Gabriele Pisauri                |                            |                          |
| 1968      | Amaldo Spadoni                  |                            |                          |
| 1969      | Stefano Tamberi                 |                            |                          |
| 1970      | Luigi Scorza                    |                            |                          |
| 1971      | Remo Boccolacci                 |                            |                          |
| 1972      | Valerio Cirri                   |                            |                          |
| 1973      | Roberto Rosani                  |                            |                          |
| 1974      | Franco Conti                    |                            |                          |
| 1975      | Philip Edwards                  |                            |                          |
| 1976      | Riccardo Becherini              |                            |                          |
| 1977      | Walter Clivati                  |                            |                          |
| 1978      | Graziano Maccaferri             |                            |                          |
| 1979      | Emilio Maestrelli               |                            |                          |
| 1980      | Ivano Maffei                    |                            |                          |
| 1981      | Loretto Sabatini                |                            |                          |
| 1982      | Marco Giovannetti               |                            |                          |
| 1983      | Stefano Casagrande              |                            |                          |
| 1984      | Marco Giovannetti               |                            |                          |
| 1985      | Edoardo Rocchi                  |                            |                          |
| 1986      | Stefano Casagrande              | Antonio Fanelli            | Andrzej Serediuk         |
| 1987      | Não se disputou                 | Não se disputou            | Não se disputou          |
| 1988      | Antonio Politano                | Stefano Polga              | Romeo Barlaffa           |
| 1989      | Stefano Santerini               | Luca Scinto                | Davide Tani              |
| 1990      | Andrea Ferrigato                | Gianluca Tarocco           | Simone Biasci            |
| 1991      | Paolo Fornaciari                | Roberto Petito             | Stefano Santerini        |
| 1992      | Giuseppe Bellino                | Francesco Casagrande       | Filippo Simeoni          |
| 1993      | Stefano Checchin                | Samuele Schiavana          | Gian Matteo Fagnini      |
| 1994      | Claudio Ainardi                 | Lorenzo Dei Silvestro      | Mauro Sandroni           |
| 1995      | Massimiliano Gentili            | Roberto Bianchini          | Marco Vergnani           |
| 1996      | Marzio Bruseghin                | Giuseppe Asero             | Luca Mazzanti            |
| 1997      | Aldo Zanetti                    | Cadel Evans                | Giuliano Figueras        |
| 1998      | Fabio Quercioli                 | Cadel Evans                | Rinaldo Nocentini        |
| 1999      | Michele Colleoni                | Lorenzo Bernucci           | Raffaele Illiano         |
| 2000      | Davide Lorenzini                | Yaroslav Popovych          | Matteo Gigli             |
| 2001      | Lorenzo Bernucci                | Santo Anzà                 | Yaroslav Popovych        |
| 2002      | Massimo Iannetti                | Giairo Ermeti              | Manuele Mori             |
| 2003      | Aristide Ratti                  | Alessandro Proni           | Simone Guidi             |
| 2004      | Ruslan Pidgorni                 | Alexandr Iefimkin          | Marco Stefani            |
| 2005      | Vassil Kirienka                 | Davide Bonucelli           | Alessio Ricciardi        |
| 2006      | Sacha Modolo                    | Marco Bandiera             | Luca Fioretti            |
| 2007      | Francesco Ginanni               | Pierpaolo De Negri         | Adam Pierzga             |
| 2008      | Simone Ponzi Pierpaolo De Negri |                            | Wojciech Dybel           |
| 2009      | Roberto Cesaro                  | Leonardo Pinizzotto        | Giuseppe Dei Salvo       |
| 2010      | Andrea Pasqualon                | Francesco Manuel Bongiorno | Fabio Taddei             |
| 2011      | Alexander Serebryakov           | Alfonso Fiorenza           | Mirko Tedeschi           |
| 2012      | Gennaro Maddaluno               | Ilya Gorodnichev           | Alessandro Mazzi         |
| 2013      | Gianfranco Zilioli              | Alessio Taliani            | Valerio Conti            |
| 2014      | Paolo Toto                      | Marco Chianese             | Marco D'Urbano           |
| 2015      | Danilo Celano                   | Giuseppe Brovelli          | Paolo Bianchini          |
| 2016      | Alexandr Riabushenko            | Andrea Vendrame            | Gian Marco Dei Francesco |
| 2017      | Eros Colombo                    | Einer Loiro                | Andrea Dei Renzo         |
| 2018      | Michele Corradini               | Einer Loiro                | Rossano Mauti            |
| 2019      | Manuel Pesci                    | Lorenzo Quartucci          | Michele Corradini        |

## Palmarés por países
| País         | Vitórias |
| ------------ | -------- |
| Itália       | 99       |
| Bielorrússia | 2        |
| Ucrânia      | 1        |
| Rússia       | 1        |